# Sergej Ridzik
Sergej Sergeevič Ridzik (in russo Сергей Серге́евич Ридзик?; Mončegorsk, 25 ottobre 1992) è uno sciatore freestyle russo, specializzato nello ski cross.

## Biografia
Ridzik ha ottenuto la sua prima vittoria in Coppa del Mondo il 15 dicembre 2017 a Montafon. Più tardi nella stagione è salito sul podio olimpico, con il bronzo a Pyeongchang 2018. Ai Giochi Olimpici di Pechino 2022 ha confermato la medaglia di bronzo nello ski cross.

## Palmarès

### Olimpiadi
- 2 medaglie:
  - 2 bronzi (Pyeongchang 2018 nello ski cross; Pechino 2022 nello ski cross)

### Coppa del Mondo
- Miglior piazzamento in classifica generale: 27ª nel 2018
- 4 podi:
  - 2 vittorie
  - 2 secondi posti

#### Coppa del Mondo - vittorie
| Data             | Località      | Paese   | Specialità |
| ---------------- | ------------- | ------- | ---------- |
| 15 dicembre 2017 | Montafon      | Austria | SX         |
| 27 novembre 2021 | Secret Garden | Cina    | SX         |

Legenda:

SX = ski cross